# Wyrszec (gmina)
Wyrszec (bułg. Община Вършец)  − gmina w północno-zachodniej Bułgarii, w obwodzie Montana.

## Miejscowości
Miejscowości wchodzące w skład gminy Wyrszec:
- Czerkaski (bułg.: Черкаски),
- Dołna Beła reczka (bułg.: Долна Бела речка),
- Dołno Ozirowo (bułg.: Долно Озирово),
- Draganica (bułg.: Драганица),
- Gorna Beła reczka (bułg.: Горна Бела речка),
- Gorno Ozirowo (bułg.: Горно Озирово),
- Spanczewci (bułg.: Спанчевци),
- Stojanowo (bułg.: Стояново),
- Wyrszec (bułg.: Вършец) – siedziba gminy.